# Jorge Abel López Sánchez
Jorge Abel López Sánchez (Palma Envuelta, Mocorito, Sinaloa, 8 de diciembre de 1960). Es un político mexicano, miembro del Partido Revolucionario Institucional, ha sido diputado federal, senador, fue presidente municipal de Mazatlán el periodo de 2008 a 2010.
Es licenciado en Biología Pesquera por la Universidad Autónoma de Sinaloa, electo diputado al Congreso de Sinaloa de 1989 a 1992, presidente del PRI Municipal en Mazatlán entre ese año y el de 1994 en que fue elegido diputado federal por el V Distrito Electoral Federal de Sinaloa a la LVI Legislatura hasta el año de 1997, en esa legislatura fue miembro de las comisiones de Asuntos de la Juventud, Ciencia y Tecnología, Pesca y de Marina y de 2001 a 2003 fue director de Vialidad y Transporte del gobierno de Sinaloa. En 2000 fue elegido Senador suplente de José Natividad González Parás por la lista nacional, cuando en 2003 González Parás dejó la senaduría para ser candidato a Gobernador de Nuevo León, Jorge Abel López Sánchez ocupó el escaño de Senador hasta el fin de su periodo en 2006.
En 2007 fue postulado candidato a Presidente Municipal de Mazatlán por la Coalición Sinaloa Avanza, formada por el Partido Revolucionario Institucional y el Partido Nueva Alianza, además también fue designado candidato de Convergencia, pero sin formar parte de la coalición, su principal competidor en el proceso electoral fue el candidato del Partido Acción Nacional, Salvador Reynosa Garzón, según los resultados del Programa de Resultados Electorales Preliminares, ganó la elección de Presidente Municipal el 13 de octubre, obteniendo 55,531 votos.